# Calumma parsonii
Calumma parsonii är en ödleart som beskrevs av  Cuvier 1824. Calumma parsonii ingår i släktet Calumma och familjen kameleonter. IUCN kategoriserar arten globalt som nära hotad.

## Underarter
Arten delas in i följande underarter:
- C. p. cristiferum
- C. p. parsonsi